# Menzel El Habib (délégation)
Menzel El Habib est une délégation tunisienne dépendant du gouvernorat de Gabès.
En 2004, elle compte 11 477 habitants dont 5 458 hommes et 6 019 femmes répartis dans 2 122 ménages et 2 666 logements.